# 大砲台廣場
大砲台廣場（Grand Casemates Square）是直布羅陀市中心的兩個主要廣場之一（另外一個是約翰·麥金托什廣場）。廣場的名稱源於英國建立的大砲台。大砲台廣場位於直布羅陀主街的北端，擁有眾多酒吧和餐廳，是直布羅陀的主要觀光景點之一。

## 外部連結
- https://web.archive.org/web/20101003122959/http://mancomunidadcg.es/IECG/doc/revistas/Almoraima%2025-Articulo%2017.pdf